# John Thornton (Leichtathlet)
John Thornton (John St. Leger Thornton; * 6. Juni 1911 in Greasley, Nottinghamshire; † 18. August 1944 in der Normandie) war ein britischer Hürdenläufer, der sich auf die 110-Meter-Distanz spezialisiert hatte.
Bei den Olympischen Spielen 1936 in Berlin wurde er Fünfter und bei den Leichtathletik-Europameisterschaften 1938 in Paris Vierter.
Seine persönliche Bestzeit von 14,5 s stellte er am 8. August 1937 in Brüssel auf.
Er fiel während der Operation Overlord.